# Abu-Bekir El-Zein
Abu-Bekir Ömer El-Zein, né le 18 février 2003 à Essen en Allemagne, est un footballeur turc-allemand qui évolue au poste de milieu de terrain au 1. FC Magdebourg.

## Biographie

### Carrière en club
El-Zein commence sa formation au sein des clubs locaux de l'ESC Preußen 02 et du Schwarz-Weiß Essen, avant de rejoindre le centre de formation du Borussia Dortmund en 2018. Avec les U19 du BVB, il remporte le championnat d'Allemagne junior en 2022 et participe à tous les matchs du club lors de la Youth League 2021-2022.
En juillet 2022, il signe son premier contrat professionnel avec le SV Sandhausen, en 2. Bundesliga. Il y fait ses débuts en septembre de la même année, entrant en jeu à cinq minutes de la fin face au Hanovre 96. À la suite de la relégation de son club, il dispute 30 matchs en 3. Liga lors de la saison 2023-2024, inscrivant trois buts. Son contrat est finalement résilié à l'amiable à l'été 2024.
En juillet 2024, El-Zein rejoint le 1. FC Magdebourg après une période d'essai concluante. Il s'impose rapidement comme un élément clé du milieu de terrain, grâce à sa vision du jeu, sa capacité à créer des occasions et son entente avec ses coéquipiers, notamment avec le turc Barış Atik (en). Son style de jeu, qu'il qualifie lui-même de « football de rue », s'adapte parfaitement au système de jeu de l'entraîneur Christian Titz.

### En sélections nationales
Également éligible pour représenter les sélections allemande et libanaise, El-Zein choisit finalement la Turquie. Il est appelé avec l'équipe de Turquie des moins de 20 ans en novembre 2024.